# Albert Jarociński
Albert Jarociński (ur. 16 października 1856 w Łodzi, zm. 12 marca 1923, tamże) – przemysłowiec, działacz społeczny.

## Życiorys
Albert Jarociński urodził się w rodzinie fabrykantów – był synem Zygmunta Jarocińskiego. Za jego życia był dyrektorem w fabryce. Po śmierci ojca przejął przedsiębiorstwo (adres: ul. Targowa 28 w Łodzi) i prowadził je wraz z bratem – Stanisławem Jarocińskim. Oprócz działalności przemysłowej był zaangażowany w działania na rzecz Żydowskiej Szkoły Rzemieślniczej „Talmud Tora”, był członkiem Żydowskiego Towarzystwa Dobroczynności, a także wspierał: Lina ha-Cedek, Bikur Cholim, Linat ha-Cholim oraz Towarzystwo Szerzenia Oświaty i Wiedzy Technicznej wśród Żydów. W okresie od 1915 do 1923 był członkiem zarządu Gminy Żydowskiej w Łodzi. Był członkiem Łódzkiego Towarzystwa wzajemnego Kredytu oraz zasiadał w komisji do spraw kanalizacji miasta.
Albert Jarociński był właścicielem kamienic przy ul. Zachodniej 76, Piotrkowskiej 119, a także przędzalni przy ul. Kilińskiego, wzniesionej w 1903 wraz ze szwagrem – Adamem Osserem. Fabryka zatrudniała 364 robotników i osiągała 2,5 miliona rubli obrotu rocznie.
Został pochowany w grobowcu rodziny Jarocińskich na nowym cmentarzu żydowskim w Łodzi.

### Życie prywatne
Żoną Alberta Jarocińskiego była Anna z domu Wulffsohn, córka przemysłowca Hugo Wulfsohna. Mieli dwoje dzieci: Irenę i Stanisława.